# Baselios Marthoma Paulose II
Baselios Marthoma Paulose II, né le 30 août 1946 à Thrissur et mort le 12 juillet 2021 à Kerala, est primat de l'Église malankare orthodoxe (Catholicos de l'Orient et métropolite de Malankara) du 1er novembre 2010 à sa mort.